# 1-й Водопровідний провулок (Одеса)
1-й Водопровідний провулок — коротка тупикова вулиця в Одесі, в історичній частині міста Сахалінчик, від Водопровідної вулиці.

## Історія
Назву отримав по прилеглій Водопровідній вулиці.